# Александер Блессін
Александер Блессін (нім. Alexander Blessin, нар. 28 травня 1973, Штутгарт) — німецький футболіст. По завершенні ігрової кар'єри — футбольний тренер. Головний тренер команди «Санкт-Паулі».

## Ігрова кар'єра
Вихованець клубу «Георгій Альянц» з рідного міста Штутгарт. На дорослому рівні грав за клуби «Бонланден» з Оберліги та «Дітцинген» з Регіоналліги.
1997 року потрапив до структури «Штутгарта», де здебільшого виступав за резервну команду. У сезоні 1998/99 форвард провів сім матчів за першу команду у Бундеслізі та одну гру Ліги Європи, втім закріпитись не зумів і у наступні роки він забив 6 голів у 45 іграх Другої Бундесліги, граючи за «Штутгартер Кікерс».
У 2001 році він підписав контракт з «Антальяспором», але провів лише один матч у турецькій Суперлізі, після цього він грав за німецькі нижчолігові клуби «Вакер» (Бургхаузен), «Лейпциг», «Пфуллендорф», «Гоффенгайм 1899», «Шпортфройнде» (Зіген), «Ян» (Регенсбург) та «Ройтлінген», а завершав кар'єру у клубі «Бонланден», де її і починав.

## Тренерська кар'єра
З 2012 року Блессін тренував юнацьку команду U17 клубу «РБ Лейпциг», спочатку як помічник тренера, а потім як головний тренер. З 2018 по 2020 рік він обіймав посаду головного тренера команди до 19 років, з якою брав участь у Молодіжній лізі УЄФА 2019/20, посівши третє місце у групі. 
7 червня 2020 року він підписав контракт з бельгійським «Остенде» і у першому ж сезоні посів з командою 5-е місце в основному раунді, потрапивши у європейський плей-оф, де вони посіли 3-е місце і не кваліфікувались до єврокубків, однак  Блессін був визнаний тренером року в бельгійському вищому дивізіоні.
У вересні 2021 року Блессін продовжив контракт з «Остенде» до кінця сезону 2023/24, втім вже 19 січня 2022 року перейшов на роботу до італійської «Дженоа», підписавши контракт на два з половиною роки після того, як генуезький клуб заплатив фіксовану суму викупу, яка була вказана в контракті Блессіна з «Остенде». На той момент клуб був передостанній у Серії А з 12 очками й німецькому фахівцю не вдалось виправити ситуацію, в результаті чого «грифони» вилетіли до Серії В за підсумками сезону 2021/22. Незважаючи на це німецький тренер залишився у команді, але у грудні після невдалого відрізка, в якому клуб набрав 2 очки в 5 іграх, Блессін був звільнений.
Протягом сезону 2023/24 тренував бельгійський «Юніон Сент-Жилуаз», який під його керівництвом уперше за попередні 110 років став володарем Кубка Бельгії. Самого спеціаліста було визнано тренером сезону Жупіле Про Ліги.
Влітку 2024 року був призначений головним тренером команди «Санкт-Паулі».

## Досягнення

### Як тренера
«Юніон»
- Володар Кубка Бельгії: 2023–24[11]

Особисті досягнення
- Тренер сезону Жупіле Про Ліги: 2023–24[12]